# Akrotiri, Kreta

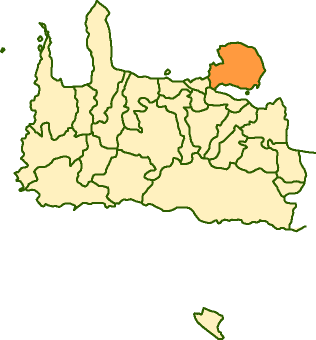
Kommunen Akrotiri, öster om Chania.

Akrotiri (grekiska: Ακρωτήρι) är en halvö och kommun på Kreta, öster om Chania. Dess forntida namn var Kiamon medan bysantiner kallade det Charaka.